# Jednostka regionalna Janina
Jednostka regionalna Janina (gr. Περιφερειακή ενότητα Ιωαννίνων) – jednostka administracyjna Grecji w regionie Epir. Powołana do życia 1 stycznia 2011 w wyniku przyjęcia nowego podziału administracyjnego kraju. W 2021 roku liczyła 160 tys. mieszkańców.
W skład jednostki wchodzą gminy:
- Dodona (3),
- Janina (1),
- Konitsa (6),
- Metsowo (7),
- Pogoni (8),
- Woria Dzumerka (2),
- Zagori (5),
- Zitsa (4).